# آمریکا ۹۱۶
سیارک ۹۱۶ (به انگلیسی: 916 America، نامگذاری:1915S1) نهصد و شانزدهمین سیارک کشف شده‌است که در ۷ اوت ۱۹۱۵ و در رصدخانه سایمیز کشف شد.
قدر مطلق سیارک برابر ۱۱٫۲۰ است.